# Семёнов, Пётр Павлович
Пётр Павлович Семёнов (1910, Усть-Сыда, Енисейская губерния — неизвестно) — советский хозяйственный, государственный и политический деятель, Герой Социалистического Труда.

## Биография
Родился в 1910 году в селе Усть-Сыда (ныне — территория Краснотуранского района Красноярского края).
С 1924 года — на хозяйственной, общественной и политической работе. В 1924—1970 гг. — рабочий на мельнице, вступил в колхоз, в РККА, комсорг, заместитель директора, директор Абаканской МТС, управляющий Краснотуранским отделением «Сельхозтехника», директор Бейского совхоза.
Указом Президиума Верховного Совета СССР от 7 января 1948 года присвоено звание Героя Социалистического Труда с вручением ордена Ленина и золотой медали «Серп и Молот».
Избирался депутатом Верховного Совета РСФСР 2-го и 3-го созывов.